# 韓國飲食
韓國料理（韩语：／ Hanguk Yori）或韓食，又稱朝鮮料理（朝鲜语：／ Joseon Ryori）、韓餐、韓國菜、朝鮮菜，指的是對朝鮮民族的飲食文化總稱，喜欢使用大量鮮蔬、發酵食物和烤肉，以白米饭为主食，在桌上会摆有大量的韓式泡菜類飯饌，拥有独特的「五色、五味、五法」饮食观。

## 歷史

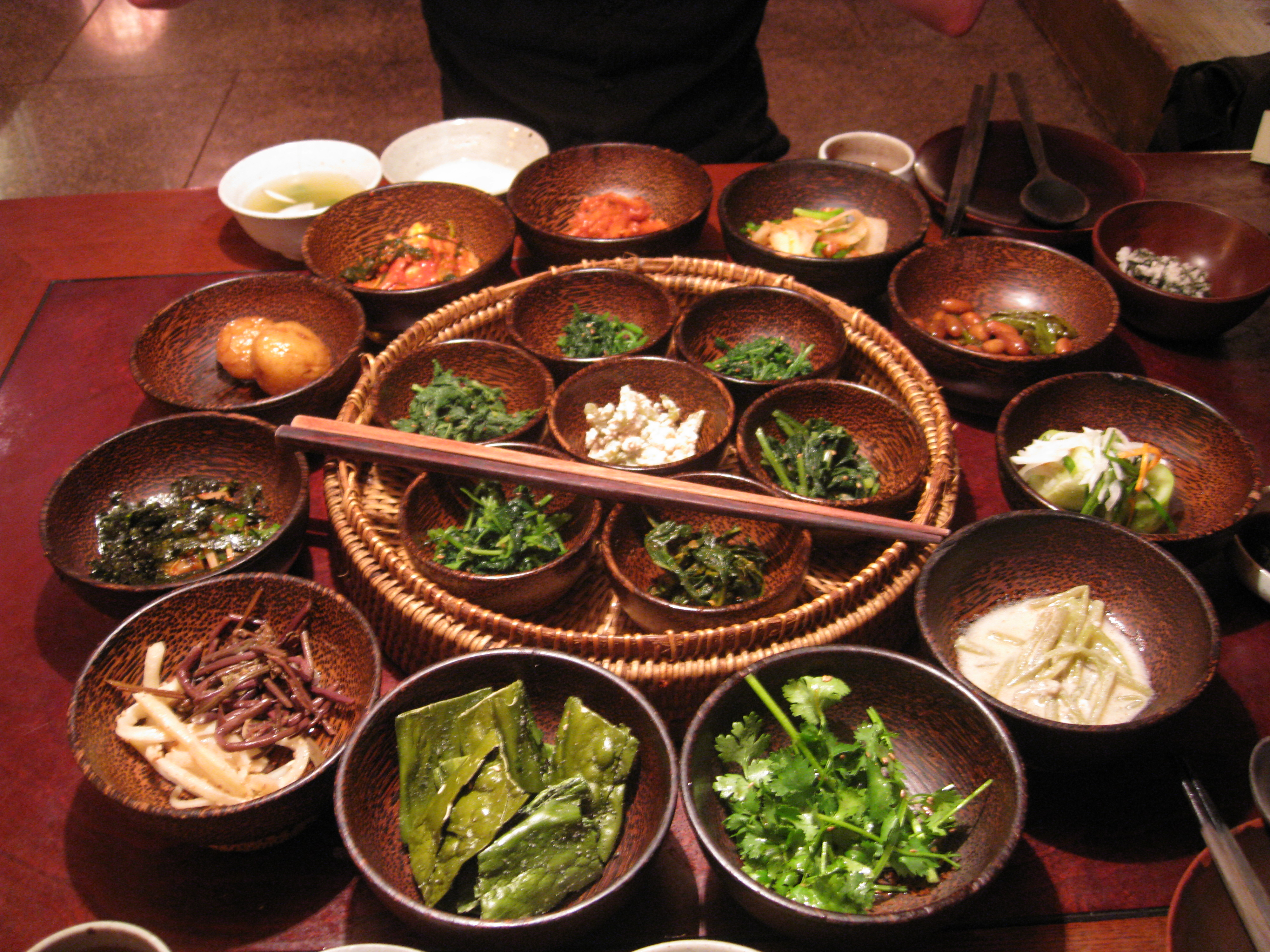
首爾的全素韓國料理

在朝鮮半島處於1萬年前的新石器時代，就已經有原始人使用石頭做的鍋子，對綠豆等豆科植物進行烹煮的記錄，這成為了石鍋拌飯和大醬湯等韓式鍋類料理的雛形。
5世紀的朝鮮三國時代，因為韓半島國家篤信佛教而禁止肉食和殺生，故催生出了豐富的素菜文化。這些韓式小菜有一個專有名詞，叫作“飯饌”。
7世紀，由於新羅統一了朝鮮半島並且接受唐朝的禮樂服飾文化，在信仰上韩国原始的宗教“巫教”复兴，在料理上借鉴中国的同时有迅速发展出属于朝鮮自己的習慣，新羅也因為在版图上紧贴唐朝而獲得絲綢之路上的各种蒜、韭菜、生薑、大蔥、小蔥等來中亞辛香料，導致了朝鮮半島上的辣菜文化漸漸产生，和以清淡為主的純素菜文化两者并存。
10世紀的高麗時代，韓國是蒙古帝國的征東行省，高麗國王為元朝皇帝的駙馬，因而蒙古的遊牧民族文化流入朝鮮半島，開始大量食用動物的肉。高麗時代中期，韓國料理中的燒烤尤其是烤肉的種類就已經被極大的豐富化，豬肉、牛肉、羊肉、雞肉、鴨肉甚至章魚、蝦、貽貝等諸多海鮮都能被當做燒烤的食材，再配以紫蘇葉、芝麻，淋上麻油、韓式醬油，混合著白飯食用。
14世紀的朝鮮王朝時代，韩国的宮廷料理逐漸發達，開始融入中國的阴阳五行的思想，並配合儒家的封建等級制度，韓國料理的製作和擺盤迅速趨於標準化、奢華化。此時，因為地理大发现的影響，來自南美洲的辣椒、洋蔥等辣味植物經過葡萄牙商人和日本的德川幕府流入朝鮮王朝，這些味道刺鼻卻對身體有益的植物大幅度改變了韓國人的飲食結構。在朝鮮王朝中期開始，朝鮮宮廷逐漸發展出獨特的飲食理念，並把這種理念传播至全朝鮮半島。當時的韓國人認為天下所有的食物都被包含在“酸、甜、苦、辣、鹹”這五種味道、“红、黄、白、绿、黑”這五種顏色、和“辛辣醃漬、煎烤、加鹽清炒、鍋煮、生吃”這五種烹飪方式之內，為了健康和陰陽調和要盡可能的在一餐內吃到多種排列組合的食物，這種韓國料理的特殊理念被稱為「五色·五味·五法」。韓國料理就拥有了非常缤纷的色彩，也會刻意選用食物的原色而非調味料的顏色來裝飾。
19世紀末至20世紀前期的朝鲜日治时期，韓國人喜食烤肉的風氣甚至逆向影響日本，韓國的在日移民改變了日本對馬島和九州地區的飲食習慣，導致了對馬和九州的人均肉類消費量大增，甚至成為現今日式燒肉之雛型。
20世紀80年代開始，韓國菜在大韓民國的範圍內迎來爆發期，各式燒酒以及辣炒年糕、韓式炸雞、部隊鍋等為代表的的新韓國料理層出不窮，並且大膽使用起司、番茄醬、油炸等西方食材和料理方式，毫不避諱的融合入韓國料理本來的體系中。在韓國，每年都有全新的韓國菜被發明出來，韓國媒體也會特別報導最新季度的流行食品為何，而這些創新韓式料理的更新速度也非常快，基本每半年就會換一個流行。大韓民國為了尋求自己國家美食文化的獨特性，也積極鼓勵國民在吃新式韓國菜的時候搭配傳統“飯饌”即韓式小菜，希望透過攝取大量的蔬菜食品來提升國民健康。在大韓民國境內的韓國料理，其一餐之內能提供的飯饌數量非常之多，甚至有很多店家能讓顧客免費暢吃，有比主菜更加吸引客流的趨勢，這造成了韓國人的人均蔬菜攝取量遠高於歐美日本，尤其以生菜、豆芽菜、大白菜、海帶、海苔和萵筍的比例較高，也讓大韓民國成為少數肥胖症比率低的已開發國家。
到了21世紀，眾多韓國菜隨著韓劇、韓國電影而傳播至世界各地，成為目前能代表大韓民國文化的經典元素之一。

## 特點

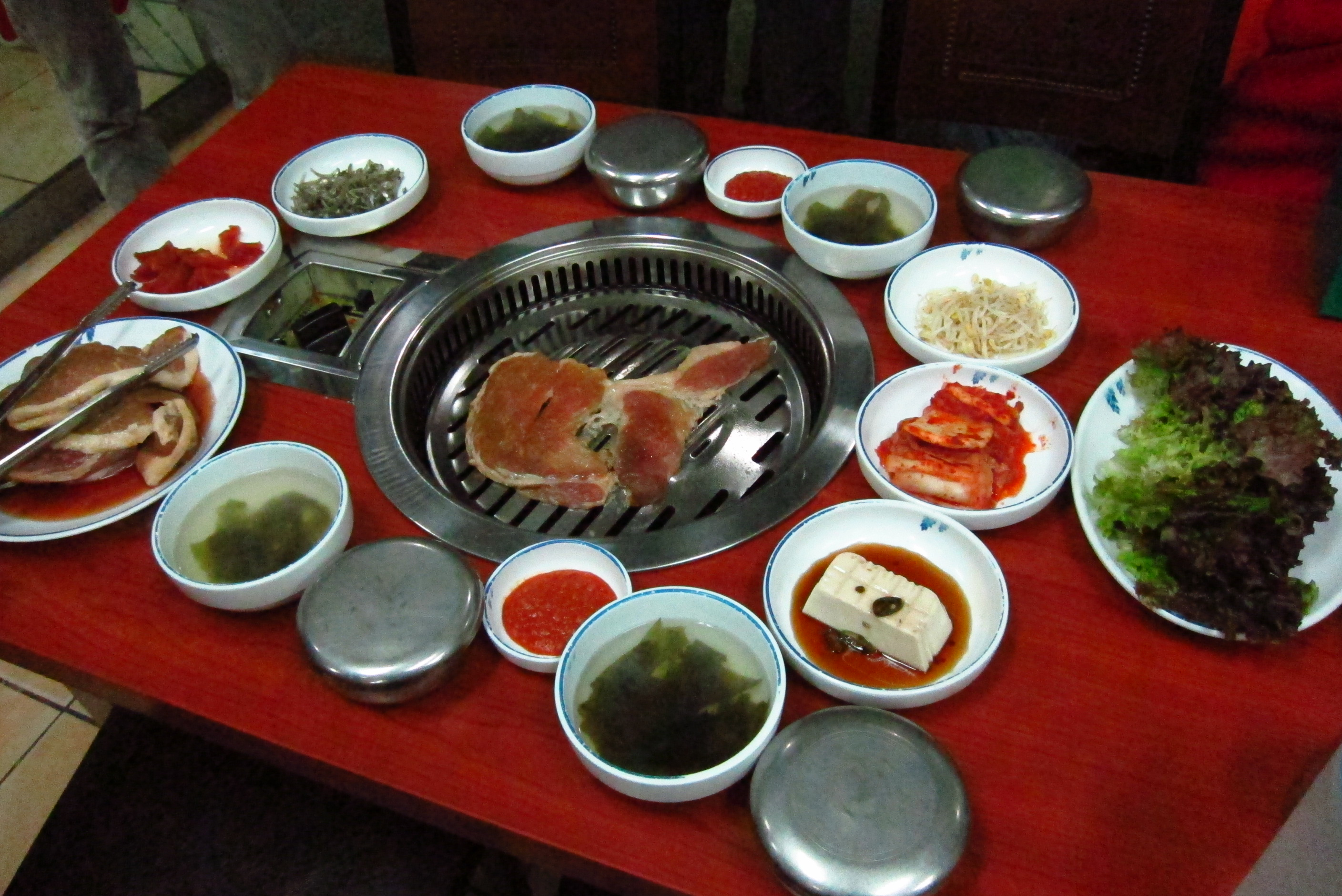
一份以五花肉為主的韓國燒烤。

韩国料理中多以米食為主食，另有麵食、蕎麥、菜、肉等，除了炊煮熟食的飯之外，另外常伴隨熱湯同食。而冬天，醃漬的韓國泡菜是飯桌上常見的配菜，以白菜、萝卜、黃瓜等各食材發酵而成，種類齊全而成為飯饌（반찬）。
佐料方面，多用麻油、醬油、鹽、蒜、薑、蝦醬等，尤其普遍食用蒜。
烹調方面，由於受氣候影響，必須依季節而調整。冬天寒冷農作物不興，蔬菜難以生長時必須仰賴泡菜、水泡菜、醬瓜等傳統醃漬菜，這些醃漬菜通常在入冬前佐以鹽巴、辣椒等塗抹再放在大甕中存放，現代後有些醃漬品改用玻璃罐擺在屋內。

## 主食

醬油蟹，韓國海鮮名菜之一

稻米和雜糧是韩国人最普遍的主食。朝鮮拌飯、紫菜包饭、辣炒年糕、泡菜炒飯等都是韩国料理中常见的主食。稻米在韩国料理中还被用来制作打糕、馬格利等。
牛肉在韩国是肉类中最贵的，韓式燒烤中常是美國牛肉。韩国本地产的牛肉被称为韩牛，是价格最贵的肉，在韩国是上乘的礼品。猪肉，鸡肉和进口的牛肉在韩国价格则相对便宜。
韩国三面临海，因此海鲜也是韩国人青睐的食物，例如朝鮮海苔、韓式膾，甚至韓式活章魚等奇特的食品。朝鮮冷麵、补身汤一般使用狗肉。
另一方面源自印度的咖哩在來到韓國後，也深受韓國民眾的喜愛，咖哩豬排飯在韓國當地算是十分普遍的主食之一。此外還有口味獨特的韓式炸醬豬排飯。
中亞的高麗族料理以咸鏡道料理為原型但不吃豬肉、狗肉和海鮮，也出現了許多在朝鮮和韓國的美食中沒有類似物的菜餚(如把米飯加入羅宋湯作湯飯食用)。

## 韩菜

### 汤类

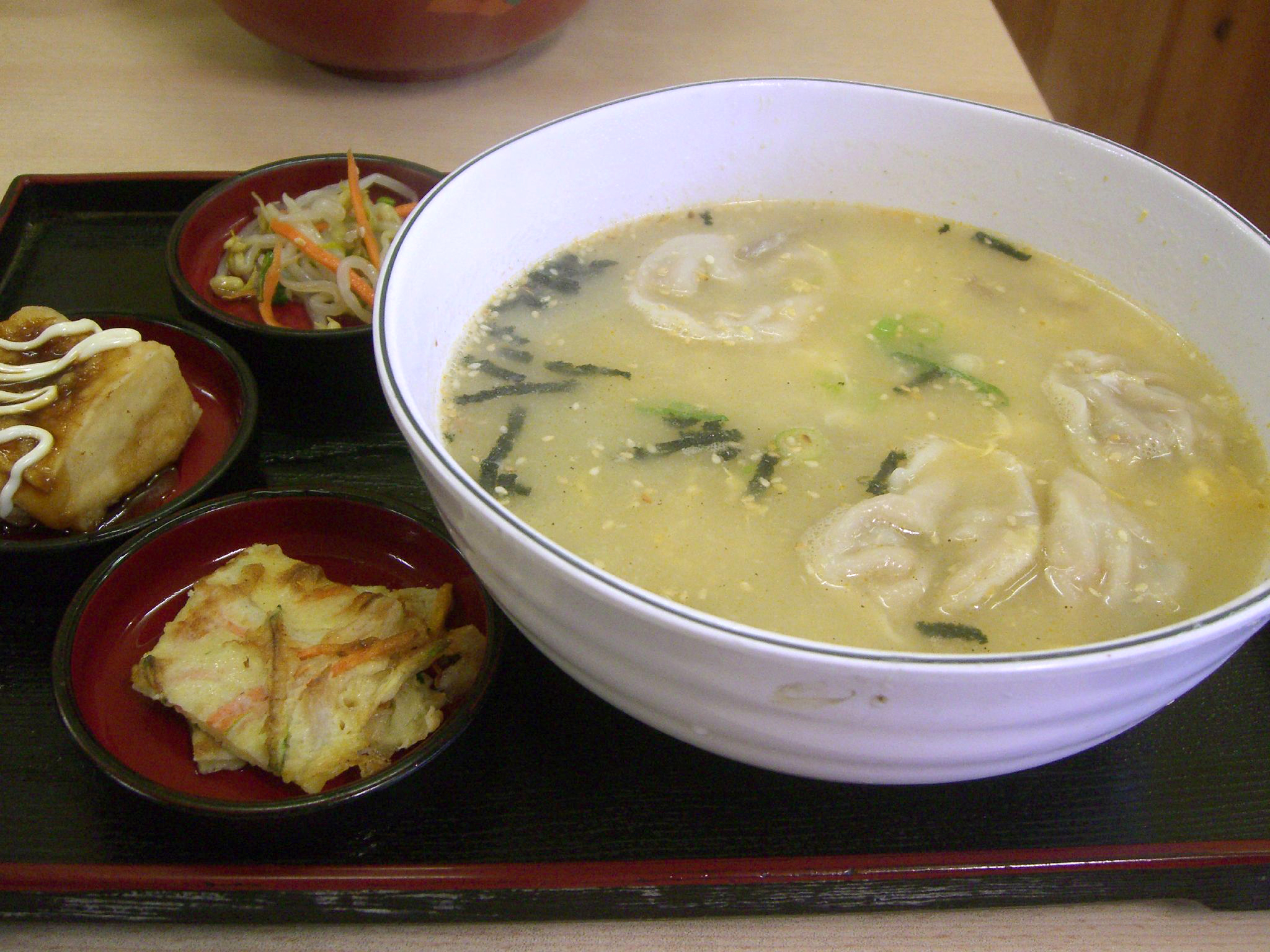
水餃湯

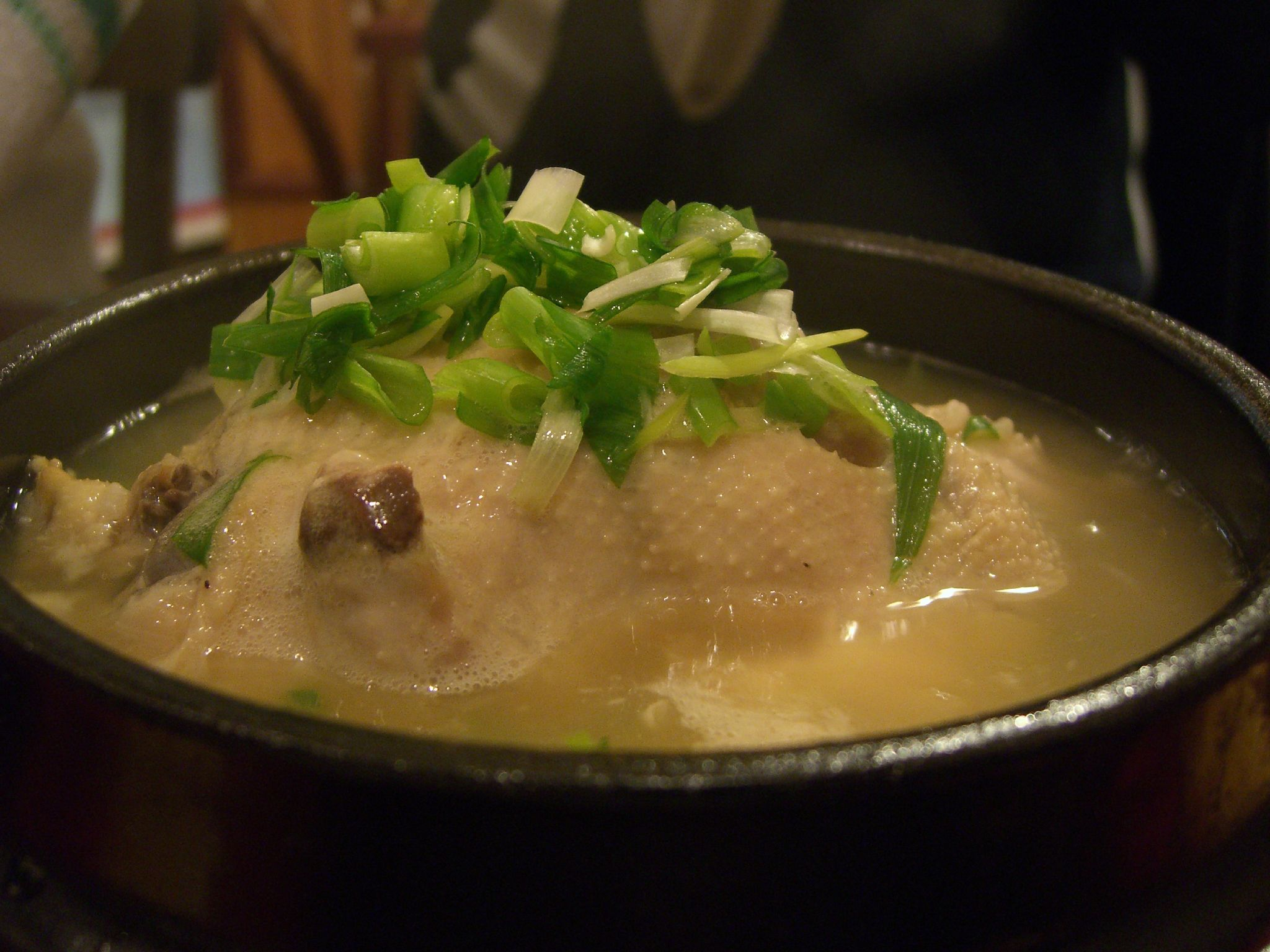
蔘雞湯

与其他饮食文化不同，汤在韩国料理中不是饭前或饭后的配菜，而是与主食一起食用的主菜，也可以直接將飯倒入湯碗吃(如釜山的豬肉湯飯)。韩国料理中的汤一般放有肉或海鲜。常见的汤有蔘雞湯、大酱汤、先农汤、水饺汤、泡菜锅、纯豆腐汤、海带汤等。

### 泡菜

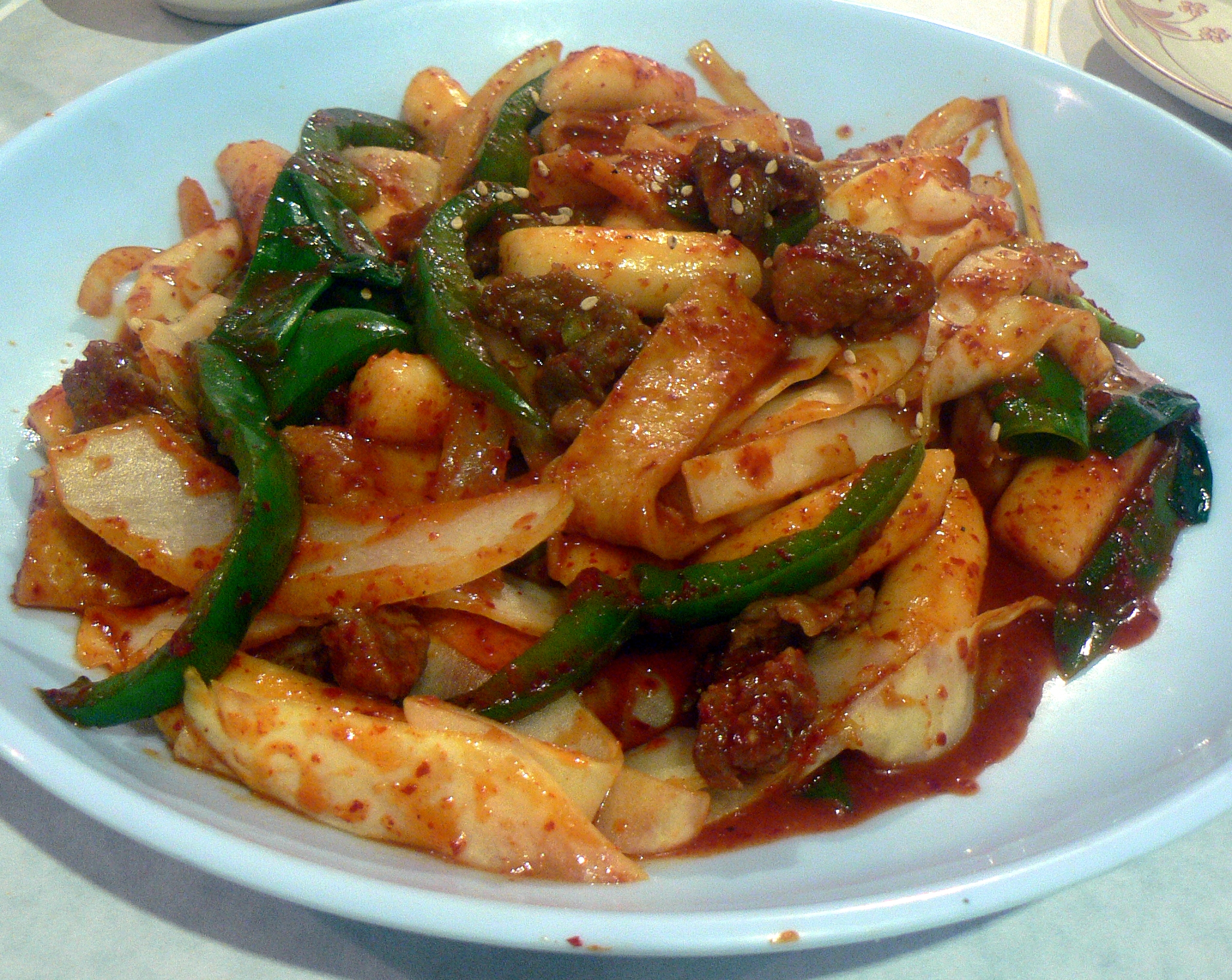
韩式炒年糕

泡菜是韩国料理中的重要成员。韩式泡菜种类繁多，其类别在韩国各地、各家都有所不同。韩国季節分明，人在不同的季节也食用不同的泡菜。由于韩国泡菜卡路里含量低、富含纤维素、维生素和一种对人体有益的乳杆益生菌，韩式泡菜被美国时代华纳《健康杂志》评为世界5大最健康食品之一。

### 面条
韩国料理中常见的面条有朝鮮冷麵、骨董麵、杂菜等。来自中国的炸酱面和日本速食面（被韓人稱為拉麵 라면 是韩国面条的新类）。

### 饭馔

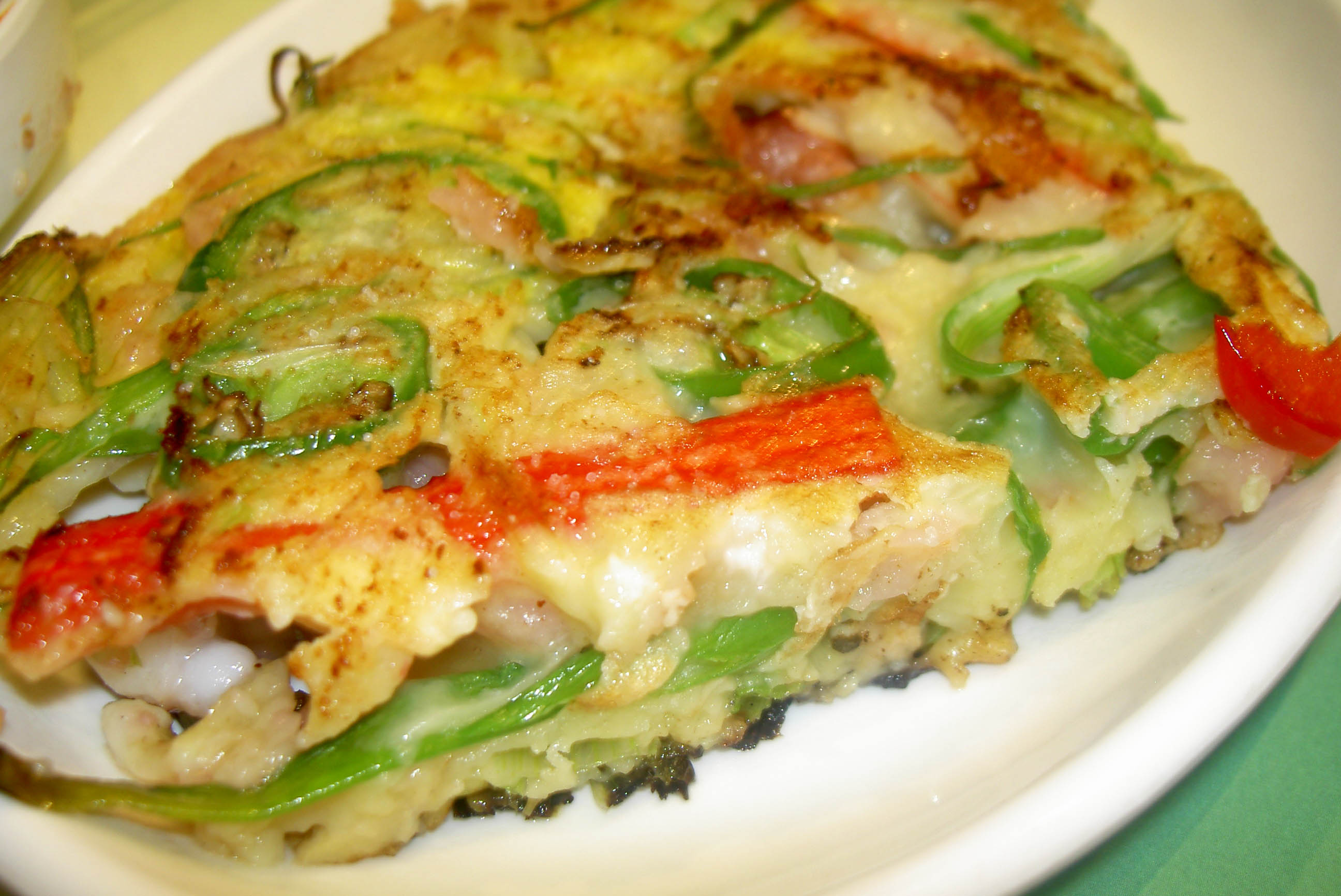
海鮮煎餅

飯饌是与米饭一起食用的“伴菜”，种类繁多有烧烤、煎炸、蒸煮、脍、泡制等多种方法制作。一般韓國人用餐一定會有，多使用跟碗差不多寬的小圓盤或方形盤承裝，這些通常是一次上齊，而且如果是大餐，飯桌都會擺設許多菜餚，使色彩非常多元。

### 按酒
按酒是韩国料理中与酒类一起食用的菜。

## 甜点和小吃

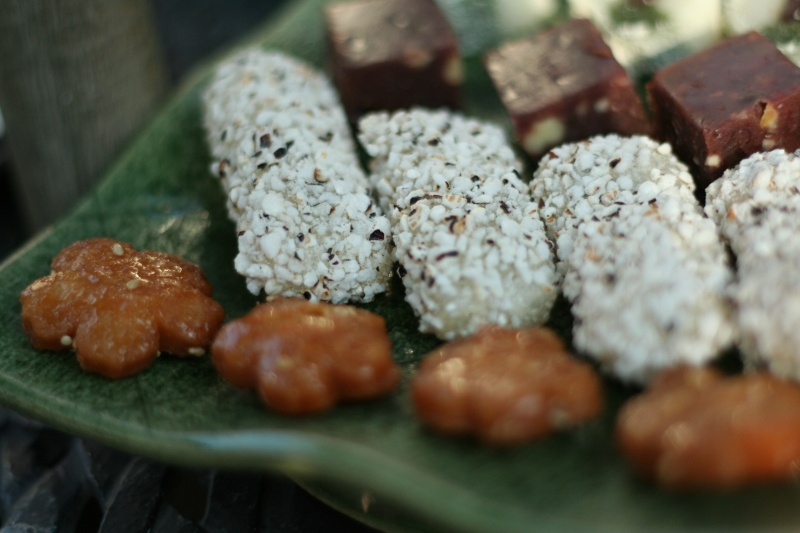
韩菓

韩国人聊天時通常有零食，代表性的甜点小吃包括打糕、韩菓、松片（又名松餅(송편)）、药食等，另外還有用各種花卉製作的傳統花煎。外送在韓國興起後，韓式炸雞也成為十分常見的街頭小吃。
另外在韓國街頭，也很常見有人販賣傳統的韓式糖餅(호떡)、鯉魚餅(붕어빵)與核桃雞蛋糕(국화빵)這類的平價小點心，同時在1980年韓國經濟開始成長後，西式甜點和飲料如咖啡、蛋糕、鬆餅與麵包也開始大量出現在韓國平民百姓的日常生活中。

## 饮料
韩国饮料分为含酒精类和不含酒精类两种。

### 非酒精类
不含酒精类的饮料数目繁多，可以分为茶、花菜、食酰、水正果等。

### 酒精类
烧酒(소주)是韩国最常见的酒精类饮料，除此之外还有清酒、浊酒、果酒、花酒、等，啤酒也有些。

## 宫廷料理
韩国宫廷料理是朝鲜王朝时期专供朝鲜君主食用的料理，汇集朝鲜半岛各地美食。主要的代表菜有九节坂、神仙炉等。
韩国宫廷料理有個特點是使用辣椒調味的菜餚比起一般大眾印象中的韓國料理還要來的少，原因在於辣椒是到近期才傳入朝鮮半島有關，而宫廷料理本身並沒有因為辣椒傳入朝鮮半島而改變做法才出現這種奇特的現象。

## 餐桌礼仪

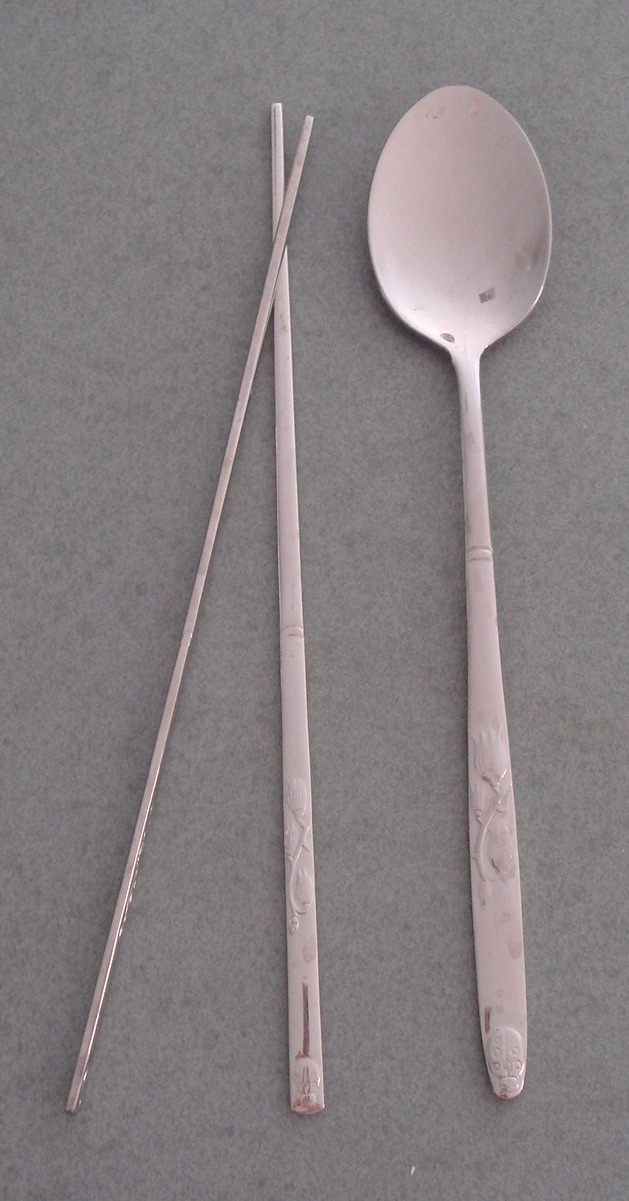
韩式金属扁筷和长柄匙

餐桌礼仪在韩国有很久的历史。1775年，朝鲜学者李德懋所写的《士小节》就记录有各种餐桌礼仪，比如餐桌上忌讳谈论不洁的事物；吃饭时忌讳吃的太慢或太快，以免让人感觉不是自己所愿或是与他人抢食；吃饭时忌讳将筷子重重摔在桌上，或用勺子磕碰盘子发出声响；勿把湯匙和筷子同時抓在手裡；不要把匙和筷子搭放在碗上，應放在桌緣等。在现代社会，这些礼仪已经不再那么重要了。
在古代家中先吃饭是年长的人，而且男女在屋中不同的餐桌分开吃。餐桌上也不提倡谈话（來自儒家食不言寢不語的傳統）。一家人一般都是在同一张餐桌同时吃饭并利用吃饭时间交谈。不过年轻人不应该在长辈或客人之前拿起筷子吃饭，也不应该在长辈或客人之前吃完饭。吃饭的时候不应该对食物挑剔。剔牙應蓋住嘴。
与中国、日本和越南的餐桌礼仪不同，盛米饭和汤的碗是不应该拿起的。這種韓民族特色的金屬碗，圓底帶蓋的「坐」在桌子上，底下沒有供你手握的把，加上米飯傳導給碗的熱與其重量，不碰是合情合理的。韓國人喜愛使用金属作的长柄匙来吃饭與喝汤，一方面過往貴族都使用銀製餐具，另一方面是在韓國因為不使用即棄餐具，所到之處都使用這類方便易洗的不鏽鋼。韩式的筷子是扁平的金属箸，只用来夹菜，通常不用来吃米饭。
餐具的摆放也很重要。盛米饭的碗应该放在最左边，然后是匙和筷子。热的食物要放在桌子的右边，凉的食物放在左边。汤和炖煮的食物要放在每个人的右边。蔬菜则应该和米饭一起放在左边。泡菜要放在后面而酱应该放在前面。餐廳的裝飾也十分重要，客滿時大多數韓國人不會等候，因此通常飯館也比鄰而居。

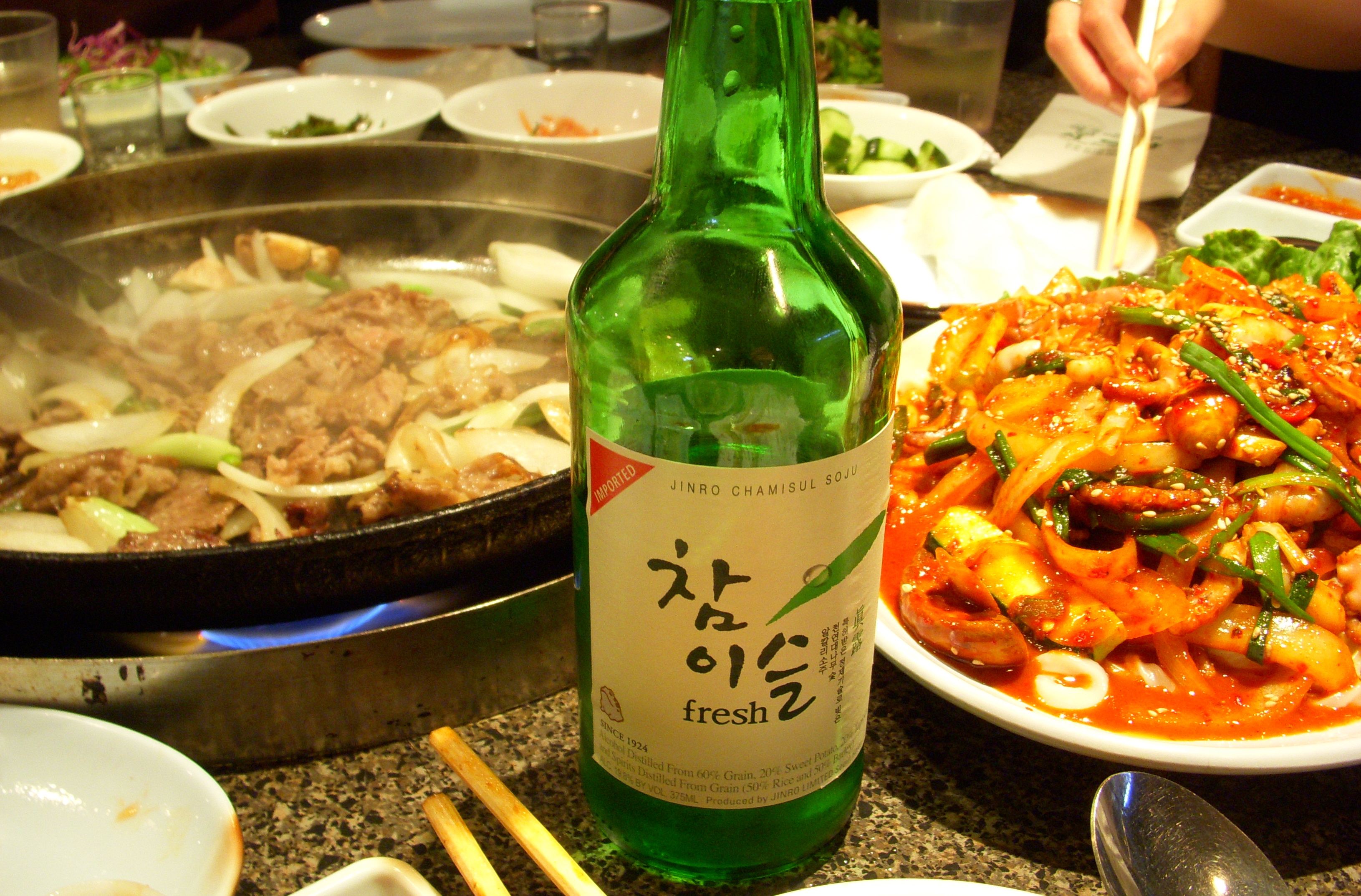
真露燒酒

### 饮酒的礼仪
韩国人到今日喝酒還很讲究礼仪，這與其應酬文化有關。喝酒时要相互倒酒以表示友谊和尊重。为别人斟酒，一定要用右手拿瓶，左手要扶着右手，以示尊重。用左手斟酒被认为是不礼貌的。接受者也要双手捧杯，以示谢意。与華人不断地为客人续酒有很大的不同，韩国人喝酒不喜欢续酒，而喜欢一杯喝完再倒。
晚辈与长辈喝酒时，晚辈要先向长辈倒酒。在长辈先喝酒后，才能饮酒。饮酒时不能面对着长辈而且要盖住嘴。不同辈份的人面对面喝酒被认为是不礼貌的。
另外客人不应该拒绝主人敬的第一杯酒。在大多数的正规场合，客人回拒长辈或主人的敬酒要回拒两次。如果对方第三次又敬酒，客人就应该最终接受。如果客人连续三次回拒，主人就不会再敬酒了。

## 影響

### 日本
因為地理位置相近，加上朝鮮半島曾被日本殖民的歷史，讓部份韓國料理傳入日本融入當地，包括盛岡冷麵和辛子明太子，此外日式燒肉的基礎也是由韓式燒烤所衍生的餐點。反之也有部份日本料理在朝鮮半島改良後成為特色菜，包括紫菜包飯和釜山魚糕。